# Колтакова, Меланья Ефимовна
Меланья Ефимовна Колтакова (1904 год, Мерке, Аулиеатинский уезд, Российская империя — 21 декабря 1986, там же) — колхозница, звеньевая колхоза «Новый Путь», Герой Социалистического Труда (1948).

## Биография
Родилась в 1904 году в селе Мерке Аулиеатинского уезда (ныне — Меркенский район, Жамбылская область, Казахстан).
С 1935 года работала на руднике на территории современного Узбекистана.
В 1940 году вступила в колхоз «Новый Путь» Меркенского района Джамбульской области. Первоначально работала рядовой колхозницей. В 1945 году была назначена звеньевой свекловодческого звена.
В 1947 году свекловодческое звено под управлением Меланьи Колтаковой собрало на участке площадью 60 гектаров 14.400 центнеров сахарной свеклы, превысив план на 29 тысяч центнеров. За этот доблестный труд она была удостоена в 1948 году звания Героя Социалистического Труда.
Проживала в селе Мерке.
Скончалась 21 декабря 1986 года.

## Награды
- Герой Социалистического Труда (1948)
- Медаль «За доблестный труд в Великой Отечественной войне 1941—1945 гг.» (1946)